# Hagen Bächler
Hagen Bächler (* 17. März 1931 in Leipzig) ist ein deutscher Kunsthistoriker.

## Leben
Nach dem Besuch der Nikolaischule in seiner Geburtsstadt Leipzig, wo er 1950 das Abitur ablegte, ließ sich Hagen Bächler zum Maschinenschlosser ausbilden, als welcher er kurzzeitig in der VEB Schiffswerft Dresden-Übigau tätig war. Von 1953 bis 1958 studierte er an der Karl-Marx-Universität Leipzig Kunstgeschichte und Philosophie. Nach dem Ende des Studiums arbeitete er an der Technischen Hochschule in Dresden zunächst als Assistent, dann als Oberassistent am Institut für Marxismus-Leninismus der TH/TU Dresden.
Nach der 1965 erfolgten Promotion bei seiner Mentorin Irma Emmrich wurde Hagen Bächler im Jahre 1969 zum Hochschuldozenten für Kunsttheorie berufen. 1975 habilitierte er sich. Von 1980 bis 1992 hatte er eine Professur für Kunsttheorie in Dresden inne.
Hagen Bächler war bis in zu Beginn der 1990er Jahre Vorsitzender des Redaktionsbeirates der Dresdner Hefte, die von der Kulturakademie des Bezirkes Dresden herausgegeben worden sind. Mit dem Wechsel der Herausgabe an den Dresdner Geschichtsverein e. V. im Jahre 1991 legte er diese Funktion nieder. Ferner war er Mitbegründer und stellvertretender Vorsitzender der Forschungsgemeinschaft zur Kulturgeschichte des Dresdner Raumes.

## Werke (Auswahl)
- (mit Monika Schlechte) Führer zum Barock in Dresden, Dortmund, Harenberg-Edition, 1991
- Sachsen und die Wettiner, Dresden, Kulturakademie, 1990
- Zur Festkultur des Dresdner Hofes, Dresden, Rat des Bezirkes, Abteilung Kultur, 1990
- Zur Kunstentwicklung in Dresden im zweiten Drittel des 18. Jahrhunderts, Dresden, Kulturakademie, 1987
- Sächsisches Barock, Leipzig, 1986
- Die ehemalige Augustusbrücke – zeitgenössische Wertung und kulturhistorische Bedeutung. In: Sächsische Heimatblätter Heft 5/1984, S. 199–202
- Ästhetik – Mensch – gestaltete Umwelt, Berlin, Deutscher Verlag der Wissenschaften 1982
- Kultur, Kunst, Lebensweise, Berlin, Dietz, 1980
- Die kunsttheoretische Kategorie des Raumes in ihrer Bedeutung für die Synthese von Architektur und bildender Kunst im Sozialismus, [1975]
- Untersuchungen zu den Zusammenhängen zwischen technischer, gesellschaftlicher und künstlerischer Entwicklung anhand der Mensch-Technik-Beziehungen in der bildenden Kunst des 20. Jahrhunderts, Leipzig, 1965